# Campionati europei di pugilato dilettanti 2000
I Campionati europei di pugilato dilettanti maschili 2000 si sono tenuti a Tampere, Finlandia, dal 13 al 21 maggio 2000. È stata la 33ª edizione della competizione biennale organizzata dall'EABA. 175 pugili da 34 Paesi hanno partecipato alla competizione, che è servita da qualificazioni ai giochi olimpici di Sydney 2000.

## Risultati
| Categoria                   | Oro                        | Argento                      | Bronzo                                               |
| --------------------------- | -------------------------- | ---------------------------- | ---------------------------------------------------- |
| Pesi minimosca (kg 48)      | Valeriy Sydorenko Ucraina  | Sergey Kazakov Russia        | Pál Lakatos Ungheria Marian Velicu Romania           |
| Pesi mosca (kg 51)          | Vladimir Sidorenko Ucraina | Bogdan Dobrescu Romania      | Sevdalin Marinov Bulgaria Juho Tolppola Finlandia    |
| Pesi gallo (kg 54)          | Agasi Agagüloglu Turchia   | Raimkul Malakhbekov Russia   | Aram Ramazyan Armenia György Farkas Ungheria         |
| Pesi piuma (kg 57)          | Ramaz Paliani Turchia      | Boris Georgiev Bulgaria      | Alexei Vorobiyev Bielorussia Falk Huste Germania     |
| Pesi leggeri (kg 60)        | Aleksandr Maletin Russia   | Filip Palić Croazia          | Selim Palyani Turchia Norman Schuster Germania       |
| Pesi superleggeri (kg 63.5) | Aleksandr Leonov Russia    | Dimitar Stilianov Bulgaria   | Nurhan Süleymanoglu Turchia Willy Blain Francia      |
| Pesi welter (kg 67)         | Bülent Ulusoy Turchia      | Valeri Braschnik Ucraina     | Dariusz Jaseiavicius Lituania Mihály Kótai Ungheria  |
| Pesi superwelter (kg 71)    | Adnan Ćatić Germania       | Andrey Mishin Russia         | Dimitri Usagin Bulgaria Nikola Sjekloća Jugoslavia   |
| Pesi medi (kg 75)           | Zsolt Erdei Ungheria       | Stjepan Božić Croazia        | Oleksandr Zubrihin Ucraina Juha Ruokola Finlandia    |
| Pesi mediomassimi (kg 81)   | Aleksandr Lebziak Russia   | Claudiu Rasko Romania        | Milorad Gajović Jugoslavia Ali Ismayilov Azerbaigian |
| Pesi massimi (kg 91)        | Jackson Chanet Francia     | Sultanahmed Ibragimov Russia | Emil Garai Ungheria Andreas Gustavsson Svezia        |
| Pesi supermassimi (kg 91 +) | Alexei Lezin Russia        | Paolo Vidoz Italia           | Cengiz Koç Germania Bagrat Oghanian Armenia          |

## Medagliere
| Posizione | Paese       | Oro | Argento | Bronzo | Totale |
| --------- | ----------- | --- | ------- | ------ | ------ |
| 1         | Russia      | 4   | 4       | 0      | 8      |
| 2         | Turchia     | 3   | 0       | 2      | 5      |
| 3         | Ucraina     | 2   | 1       | 1      | 4      |
| 4         | Ungheria    | 1   | 0       | 4      | 5      |
| 5         | Germania    | 1   | 0       | 3      | 4      |
| 6         | Francia     | 1   | 0       | 1      | 2      |
| 7         | Bulgaria    | 0   | 2       | 2      | 4      |
| 8         | Romania     | 0   | 2       | 1      | 3      |
| 9         | Croazia     | 0   | 2       | 0      | 2      |
| 10        | Italia      | 0   | 1       | 0      | 1      |
| 11        | Armenia     | 0   | 0       | 2      | 2      |
| 11        | Finlandia   | 0   | 0       | 2      | 2      |
| 11        | Jugoslavia  | 0   | 0       | 2      | 2      |
| 14        | Azerbaigian | 0   | 0       | 1      | 1      |
| 14        | Bielorussia | 0   | 0       | 1      | 1      |
| 14        | Lituania    | 0   | 0       | 1      | 1      |
| 14        | Svezia      | 0   | 0       | 1      | 1      |
|           | Totale      | 12  | 12      | 24     | 48     |